# Glória (Rio de Janeiro)
Glória è un quartiere (bairro) della Zona Sud della città di Rio de Janeiro in Brasile.

## Storia
Nel XVI secolo alla base della collina di Glória sorgeva un villaggio del popolo tupi chiamato Karioca. Questo villaggio ha dato il nome al moderno demonimo della città: carioca.
Nel XVII secolo fu costruita la chiesa di Nostra Signora Glória d'Outeiro in cima alla collina omonima.

## Amministrazione
Glória fu istituito come bairro a sé stante il 23 luglio 1981 come parte della Regione Amministrativa IV - Botafogo del municipio di Rio de Janeiro.
Pur essendo tradizionalmente parte della Zona Sud della città ed essendo inserito nella Regione Amministrativa di Botafogo (con Flamengo), Glória è di pertinenza della Subprefettura del Centro e Centro Histórico, salvo la porzione del suo territorio compreso nel parco Aterro do Flamengo che invece è di pertinenza della subprefettura della Zona Sul.